# Chalcotheomima macrophylla
Chalcotheomima macrophylla är en skalbaggsart som beskrevs av Oliver Erichson Janson 1912. Chalcotheomima macrophylla ingår i släktet Chalcotheomima och familjen Cetoniidae. Inga underarter finns listade i Catalogue of Life.